# Ludvig Drescher
Ludvig Drescher (* 21. Juli 1881 in Sønderborg; † 14. Juli 1917 in Kopenhagen) war ein dänischer Fußballtorwart.

## Karriere
Über seine gesamte Karriere spielte er beim Kjøbenhavns Boldklub, mit welchem er im Jahr 1913, die erste landesweit ausgespielte dänische Meisterschaft gewann. Als Teil der dänischen Olympiaauswahl beim Fußballturnier der Spiele 1908 spielte er in der ersten gesamtdänischen Nationalmannschaft, war Stammtorhüter und errang die Silbermedaille. Als Mitglied des Kaders der Spiele im Jahr 1912 ohne Einsatz, erhielt er trotz des zweiten Platzes keine Medaille. Einen weiteren Einsatz hatte er beim ersten Spiel der dänischen Mannschaft auf heimischem Grund am 5. Mai 1910 gegen die englische Amateurauswahl, welches mit 2:1 gewonnen wurde.
Beruflich hatte er mit Industrie-Maschinen zu tun.
Ludvig Drescher starb 1917 im Alter von 35 Jahren an einer Lungenentzündung.